# Christopher Cousins
Christopher Cousins (Nueva York, 27 de septiembre de 1960)
es un actor estadounidense cuya carrera ―principalmente en televisión― empezó en 1986.
Es conocido por su papel como Ted Beneke en la premiada serie Breaking Bad.

## Biografía
Aunque nació en Nueva York, creció en el estado de Oklahoma. Desde pequeño creyó que sería un pintor artístico.
Comenzó a atraerle la actuación en su último año en la escuela secundaria. Se mudó a Boston a la edad de diecisiete años para asistir al Departamento de Teatro de la Universidad de Boston, donde se graduó con un título BFA en la Escuela de Bellas Artes.

### Teatro
Cousins regresó a la ciudad de Nueva York y comenzó su carrera en el teatro, donde interpretó papeles como Norman en The Norman Conquests (las conquistas normandas), Mercutio en Romeo y Julieta y Macbeth en Macbeth.

### Televisión
Fue introducido por primera vez a la televisión en Another World, As The World Turns y One Life To Live. Hizo papeles de estrella invitada en La ley y el orden, Swift Justice y Prince Street y tuvo un papel recurrente en la serie Feds.
A finales de los años noventa, Cousins se mudó a Los Ángeles (California) para protagonizar la serie Sexo opuesto con Milo Ventimiglia. Sus papeles recurrentes recientes incluyeron a Charles Reilly en Lipstick Jungle junto a Kim Raver y el juez de la Corte Suprema Wallace Rainer en la serie Vanished.
Ha tenido otros roles recurrentes en American Dreams, Joan of Arcadia y Stargate SG-1.
Cousins ha sido estrella invitada en numerosos programas como Criminal Minds, Chuck, NCIS, The West Wing, ER, The Practice, Boston Public, The Shield, Dr. House, Miracles, Sin rastro, Shark, Cold Case, Monk, Hawaii 5-0 y Breaking Bad, entre otros.

### Cine
Entre sus créditos cinematográficos se incluyen:
For Love of the Game con Kevin Costner, dirigido por Sam Raimi,
Wicker Park con Josh Hartnett,
The Grudge 2 (de HBO) y
Untraceable, actuando junto a Diane Lane y dirigido por Gregory Hoblit.

### Pintor artístico
Adicionalmente, Cousins regresó a la pintura mientras vivía en Nueva York. Desde que se mudó a Los Ángeles ha presentado varias exposiciones en galerías de arte como la Glass Garage Gallery, SoHo Gallery, The Lowe Gallery y Pharmaka Gallery.
Fuera de Los Ángeles ha realizado exposiciones en galerías de Seattle (Washington), Atlanta (Georgia), Boca Ratón (Florida) y exposiciones internacionales en Venecia (Italia) y Hanói (Vietnam).

### Carrera
Es conocido por su papel como Cain Rogan en la telenovela One Life to Live entre 1991 y 1994 y un breve regreso en 2008. También apareció como el embajador Joseph Faxon en dos episodios en 2001 de la serie de ciencia ficción Stargate SG-1.
En la serie Breaking Bad interpretó a Ted Beneke, un personaje secundario que apareció en trece episodios, desde la segunda temporada hasta la quinta (y última).
También representó a Víctor Doyle en tres episodios de la serie Revolution, de la cadena NBC.
Algunos papeles notables en películas de cine incluyeron a David Williams en Untraceable (2008), el villano Daniel en Wicker Park (2004) y Bill en The Grudge 2 (2006). También tuvo apariciones en tres episodios de la serie juvenil Glee como el superintendente Harris.
En la serie Twisted representó al alcalde Rollins.